# Orange megye (Indiana)
Orange megye az Amerikai Egyesült Államokban, azon belül Indiana államban található. Megyeszékhelye és legnagyobb városa Paoli. Lakosainak száma 19 867 fő (2020. április 1.). Orange megye Lawrence, Washington, Crawford, Martin és Dubois megyékkel határos.

## Népesség
A megye népességének változása:
| Lakosok száma | 19 818 | 19 912 | 19 712 | 19 773 | 19 605 | 19 867 |
|               | 2010   | 2011   | 2012   | 2013   | 2015   | 2020   |